# オランダの文化
オランダの文化（オランダ語: Cultuur van Nederland、英語: Dutch culture）では、オランダ王国を含むオランダ語を母語とする全ての地域で共有されている文化について記述する。
主にオランダ王国やベルギー王国のフランデレン地域、オランダの旧植民地が含まれるが、オランダ王国は今でも主導的な立場を取っている。一般的に17世紀の「オランダの黄金時代」はオランダ文化の全盛期とされている。
オランダの各地域にはそれぞれ異なる風習が存在しているが、ネーデルラント17州やネーデルラント連邦共和国、ネーデルラント連合王国が共有してきた「商業への謹慎した姿勢」「何世紀にもわたる独立を求める姿勢」によって、統一された1つの文化が形成されてきた。

## 言語

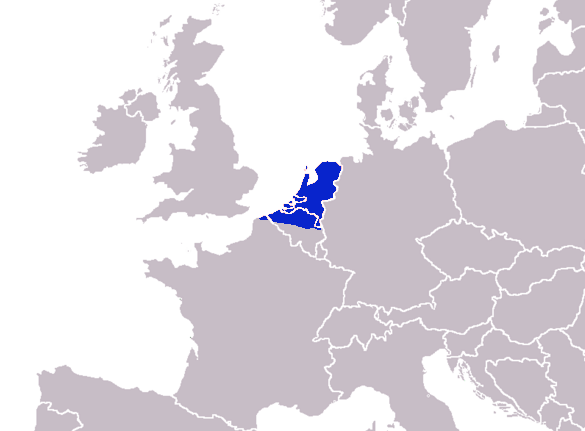
オランダ語が話されている地域を示す地図

オランダの文化は多様性に富んでおり、殆どのヨーロッパ諸国と同様に「言語」という絶対的な軸の下で発展してきた。オランダの公用語はオランダ語であり、オランダに住むほぼ全ての人が話している。オランダ語はアルバ、ブリュッセル、キュラソー、フランデレン、シント・マールテンおよびスリナムでも公用語となっている。オランダ語は西ゲルマン語群のロー・フランコニア語に属し、初期中世（約470年）に起源を持ち、16世紀に標準化されていた。
オランダ語ほどは無いが、ほかの言語もオランダの文化に大きな貢献をしていた。例えば、オランダの北部のフリースラント州で使用されている「フリジア語」はオランダ政府により公用語の1つとして認められており。北部や東部では「ロー・サクソン方言」（Nedersaksisch）と呼ばれる方言が話されており、『ヨーロッパ地域言語憲章』により地域言語として認定されている。南東部のリンブルフ州ではリンブルフ語という方言も地域言語として認定されている。これらの方言はオランダ王国とドイツ連邦共和国の国境を又聞き、共通のオランダ・ロー・ドイツ方言連続体に属している。
また、オランダ人は商売や戦争をうまく進めるため、相手の心理を正確に把握する必要性から、古くから「外国語を学ぶ伝統」が根付いている。神聖ローマ帝国の時代には中高ドイツ語を、スペイン統治時代にはスペイン語を、フランス革命の時代にはフランス語を学んでいた。現代では、オランダ総人口の約89%が英語を理解しており、70%がドイツ語を、29%がフランス語を、5%がスペイン語を理解している。この外国語習得率は、スウェーデンやデンマーク、ノルウェーに次ぎ、欧州では第4位である。

## 宗教
2023年時点のオランダにおける宗教分布（15歳以上の人口）
オランダでは、宗教が政治や教育の分野に影響を与えることは少なく、国民はどんな信仰を持っても尊重されている。『オランダ憲法』では「教育の自由」を明確に保障しており、宗教系の学校と非宗教系の学校を自由に選択することができる。また、宗教系の学校はオランダ政府からの支援を受けることもある。自由主義や多様性を強調する一方で、世俗化も進んでおり、宗教が日常生活における役割は縮小している。

### キリスト教
オランダでは、歴史的にケルト人やゲルマン人、ローマ人による文化交流が行われ、ポリテイスム（多神教）や異なる部族間の神話が融合してきた。キリスト教化は5世紀頃に始まり、フランク王国のクロヴィス1世の治世下で急速に進んでいた。その後、オランダでは長らくカトリックが主流の宗教となっていた。また、オランダに現存する最古の教会建築は、570年に完成したマーストリヒトの聖セルバティウス大聖堂である。
16世紀の宗教改革後、オランダはスペインから正式に独立し、スペインが信じていた「カトリック」を放棄して「プロテスタント」を国教として採用するようになった。しかし、オランダはどの宗教に対しても寛容な姿勢を維持してきて、近代以降、無宗教や不可知論が徐々に台頭し、キリスト教の支持者は次第に減少してきた。
現代のオランダでは、キリスト教信者の割合が年々減少しており、2006年には34%だったものが、2015年には約25%にまで低下した。一方、無宗教の割合は上昇しており、2015年には67.8%の人々が無宗教とされている。これは、オランダ社会における宗教世俗化が進んでいる証拠である。それでもなお、キリスト教はオランダ社会全体に一定の影響を与えており、カトリックや福音派を含むいくつかの宗派が存在していて、「聖書ベルト」と呼ばれる地域では特にプロテスタントの影響が強く残っている。

### イスラム教
オランダにおけるイスラム教徒の数は、1960年代に移民が増加したことを背景として増加した。現在、オランダには約82万5000人のムスリムが居住しており、総人口の約5%を占める。主な移民経路はトルコやモロッコからの移住者、またボスニア・ヘルツェゴビナやイラン、イラク、ソマリア、アフガニスタンからの難民である。

### その他の宗教
- ヒンドゥー教：信者は約21万5千人とされ、主にインドやスリナムからの移民の影響によるものである。
- 仏教：オランダには約25万人の仏教徒が存在しており、その多くは移民ではなく、オランダ人自身が主体的に信仰している点が特徴である。
- ユダヤ教：現在は約4万5千人のユダヤ教徒がオランダに居住している。